# A Bênção, João de Deus
A Bênção, João de Deus é uma canção brasileira composta para a passagem do Papa João Paulo II no Rio de Janeiro durante a visita do pontífice ao Brasil em 1980. Embora tenha sido composta apenas para os eventos relacionados à visita do pontífice na capital fluminense, obteve êxito no meio católico à época e fez sucesso em todo o país. Também foi adotada pela torcida do Fluminense Football Club.

## História
A letra foi idealizada por Péricles de Barros, tendo sido musicada em concurso vendido pelo maestro Moacir Maciel. O concurso foi uma ideia do Jornal O Globo, em parceria com a Arquidiocese de São Sebastião do Rio de Janeiro.
O objetivo do concurso era escolher uma música para embalar a passagem de João Paulo II no Parque do Flamengo para a missa do Monumento dos Pracinhas. A melodia teria que ser simples para que as pessoas pudessem aprender facilmente. A versão vencedora ganhou um prêmio de 50 mil cruzeiros.
A canção, que era apenas para passagem de João Paulo II no Rio de Janeiro, acabou fazendo sucesso no Brasil inteiro — a música oficial de boas-vindas era Canção da Fraternidade, de Dom & Ravel. A Bênção, João de Deus foi lançada em disco compacto pela gravadora RGE, com as vozes creditadas ao coral O Encontro. A música seria relembrada durante as visitas de João Paulo II ao Brasil em 1991 e em 1997.

### Adoção pela torcida do Fluminense
A torcida do Fluminense adotou a música durante a final do primeiro turno do Campeonato Carioca de Futebol de 1980, em outubro daquele ano, meses depois da passagem de João Paulo II no Brasil. Na época, o time tricolor fazia a final contra o Vasco no Maracanã, cujo jogo terminara em 1 a 1. Na decisão por pênaltis, o goleiro Paulo Goulart defendeu uma das cobranças, e o Fluminense se sagrou campeão da disputa — o fato teve tanta importância para o jogador, que um de seus filhos foi registrado como João Paulo. Na final, também contra o Vasco, a canção embalou a conquista do Fluminense na vitória por 1 a 0.
Desde então, A Bênção, João de Deus se tornou uma das músicas da torcida do Fluminense, cantada principalmente durante os momentos difíceis do time. A partir de 2010, o papa passou também a ser considerado como padroeiro do clube.